# VR Group
VR (VR-Yhtymä) este o societate feroviară de transport călători din Finlanda.
1. ↑  „VR-Yhtymä Oyj”, Business Information System, Patentti- ja rekisterihallitus[*], Verohallinto[*], accesat în 1 mai 2022
2. ↑   https://www.lobbyfacts.eu/datacard/vr-group-plc?rid=549564815917-64 Lipsește sau este vid: |title= (ajutor)
3. ↑  VR Group Ltd (Helsinki), 20th Century Press Archives, accesat în 27 iulie 2021